# Artyom Fidler
Artyom Igorevich Fidler (tiếng Nga: Артём Игоревич Фидлер; sinh ngày 14 tháng 7 năm 1983) là một cầu thủ bóng đá người Nga. Hiện tại anh thi đấu ở vị trí tiền vệ phòng ngự cho F.K. Ural Sverdlovsk Oblast và là đội trưởng của đội bóng.

## Sự nghiệp câu lạc bộ
Anh ra mắt chuyên nghiệp tại Russian First Division năm 2005 cho FC Ural Yekaterinburg.

## Thống kê sự nghiệp

### Câu lạc bộ
Tính đến 13 tháng 5 năm 2018
| Câu lạc bộ            | Mùa giải             | Giải vô địch                | Giải vô địch | Giải vô địch | Cúp     | Cúp       | Châu lục | Châu lục  | Khác    | Khác      | Tổng cộng | Tổng cộng |
| Câu lạc bộ            | Mùa giải             | Hạng đấu                    | Số trận      | Bàn thắng    | Số trận | Bàn thắng | Số trận  | Bàn thắng | Số trận | Bàn thắng | Số trận   | Bàn thắng |
| --------------------- | -------------------- | --------------------------- | ------------ | ------------ | ------- | --------- | -------- | --------- | ------- | --------- | --------- | --------- |
| FC Ural Yekaterinburg | 2005                 | FNL                         | 15           | 0            | 1       | 0         | –        | –         | –       | –         | 16        | 0         |
| FC Ural Yekaterinburg | 2006                 | FNL                         | 26           | 0            | 2       | 1         | –        | –         | –       | –         | 28        | 1         |
| FC Ural Yekaterinburg | 2007                 | FNL                         | 35           | 6            | 4       | 0         | –        | –         | –       | –         | 39        | 6         |
| FC Ural Yekaterinburg | 2008                 | FNL                         | 32           | 5            | 1       | 1         | –        | –         | –       | –         | 33        | 6         |
| FC Ural Yekaterinburg | 2009                 | FNL                         | 33           | 1            | 3       | 0         | –        | –         | –       | –         | 36        | 1         |
| FC Ural Yekaterinburg | 2010                 | FNL                         | 30           | 3            | 0       | 0         | –        | –         | –       | –         | 30        | 3         |
| F.K. Kuban Krasnodar  | 2011–12              | Giải bóng đá ngoại hạng Nga | 26           | 0            | 0       | 0         | –        | –         | –       | –         | 26        | 0         |
| F.K. Kuban Krasnodar  | 2012–13              | Giải bóng đá ngoại hạng Nga | 15           | 2            | 2       | 0         | –        | –         | –       | –         | 17        | 2         |
| F.K. Kuban Krasnodar  | 2013–14              | Giải bóng đá ngoại hạng Nga | 8            | 0            | 1       | 0         | 5        | 0         | –       | –         | 14        | 0         |
| F.K. Kuban Krasnodar  | Tổng cộng            | Tổng cộng                   | 49           | 2            | 3       | 0         | 5        | 0         | 0       | 0         | 57        | 2         |
| FC Ural Yekaterinburg | 2013–14              | Giải bóng đá ngoại hạng Nga | 9            | 0            | –       | –         | –        | –         | –       | –         | 9         | 0         |
| FC Ural Yekaterinburg | 2014–15              | Giải bóng đá ngoại hạng Nga | 19           | 0            | 1       | 0         | –        | –         | 1       | 0         | 21        | 0         |
| FC Ural Yekaterinburg | 2015–16              | Giải bóng đá ngoại hạng Nga | 21           | 0            | 1       | 0         | –        | –         | –       | –         | 22        | 0         |
| FC Ural Yekaterinburg | 2016–17              | Giải bóng đá ngoại hạng Nga | 24           | 1            | 3       | 0         | –        | –         | –       | –         | 27        | 1         |
| FC Ural Yekaterinburg | 2017–18              | Giải bóng đá ngoại hạng Nga | 22           | 0            | 0       | 0         | –        | –         | –       | –         | 22        | 0         |
| FC Ural Yekaterinburg | Tổng cộng (2 spells) | Tổng cộng (2 spells)        | 266          | 16           | 16      | 2         | 0        | 0         | 1       | 0         | 283       | 18        |
| Tổng cộng sự nghiệp   | Tổng cộng sự nghiệp  | Tổng cộng sự nghiệp         | 315          | 18           | 19      | 2         | 5        | 0         | 1       | 0         | 340       | 20        |